# Fuerte de San Lorenzo
El Castillo de San Lorenzo El Real de Chagres está localizado a la entrada del río Chagres en la provincia de Colón, Panamá. Fue declarado por la UNESCO como Patrimonio de la Humanidad en el año 1980 bajo la denominación de las Fortificaciones de la costa Caribe de Panamá, con las fortificaciones de la ciudad de Portobelo. Formaban el sistema defensivo para el comercio transatlántico de la Corona española y constituyen un magnífico ejemplo de la arquitectura militar de los siglos XVII y XVIII.

## Historia

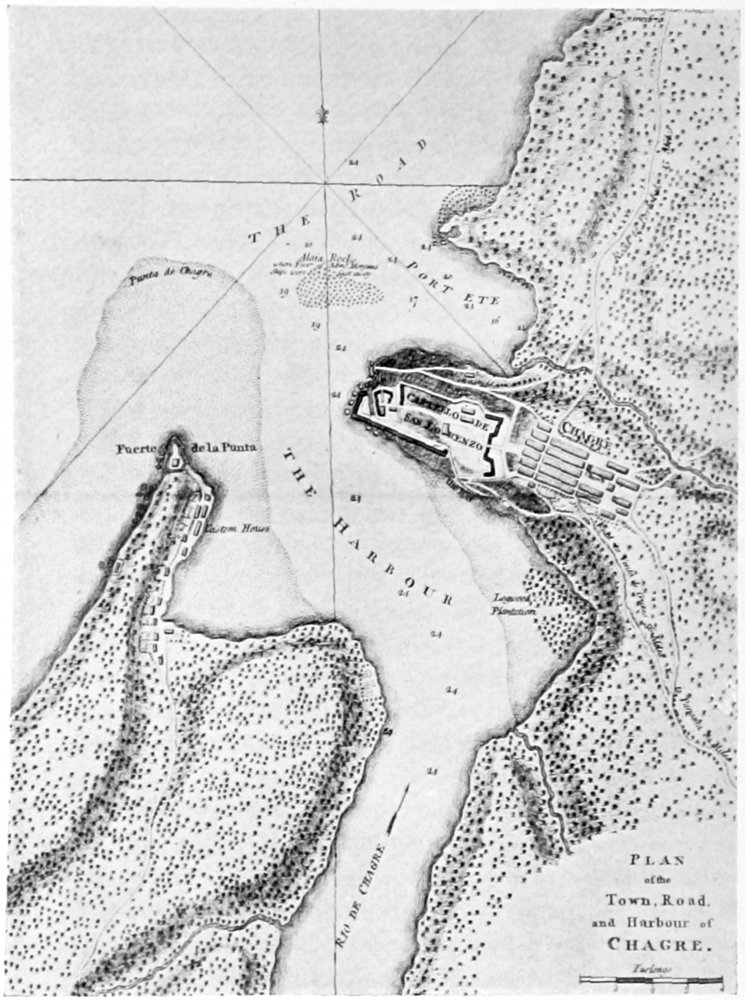
Mapa de la localidad de Chagres, destacándose la península donde se encuentra el fuerte.

Los restos del fuerte de San Lorenzo son una de las más antiguas fortalezas españolas en América. Está localizado sobre un acantilado próximo a lo que fue el viejo asiento del pueblo de Chagres, en la desembocadura del río del mismo nombre, y fue a través de este río que el pirata Henry Morgan llegó a la ciudad de Panamá "La Vieja" para saquearla. 
Como hemos visto, los ataques de Francis Drake en las costas del Reino de Tierra Firme en 1572, especialmente los ataques contra Nombre de Dios y el Camino Real, que era el camino por donde transitaban los tesoros que venían del Perú, obligaron a construir un sistema de defensa en los puertos del Atlántico. Así se decidió construir el Fuerte de San Lorenzo para proteger la entrada de la vía fluvial que penetraba cerca de la antigua Ciudad de Panamá.  
La obra se inició en 1598 por orden del Rey Felipe II y se terminó en 1601. Los planos de la maciza fortaleza fueron hechos por el ingeniero italiano Bautista Antonelli. El castillo de San Lorenzo se erigió en la cima de un alto arrecife, en posición que domina completamente la entrada del río Chagres.  
La estructura original era la de una plataforma a nivel del mar, en la que se posicionaron las baterías de cañones, acompañada por una torre pegada al acantilado, que serviría de dormitorio de la guarnición y punto de observación y vigilancia. Su valor defensivo radicaba en el sitio que domina una amplia extensión del mar, lo que facilitaba la defensa de la desembocadura del río. Por ello se le consideró como centinela del gran triángulo estratégico del Istmo.  
El 6 de enero de 1671 fue atacado y tomado por Joseph Bradley, siguiendo instrucciones de Henry Morgan, quien había previsto la destrucción del fuerte como primera medida para asaltar la Vieja Ciudad de Panamá siguiendo la vía del río Chagres. El hecho de que el pirata Bradley no atacara por mar, sino que desembarcara con sus 400 hombres en un pequeño puerto cercano al castillo y acometiera por tierra, revela que los cálculos del ingeniero Antonelli eran acertados al considerar el alto acantilado como un lugar casi inexpugnable. 
En 1730 las obras de mejora fueron dirigidas por Nicolás Rodríguez, quien también tenía encomendada la reforma de castillo Real Felipe del Callao, siendo con Juan de Herrera y Sotomayor el único ingeniero de la época que trabajó en virreinatos americanos diferentes.
El ingeniero en segundo teniente coronel Manuel Hernández dirige la construcción de la fortaleza actual entre 1761 y 1768, siguiendo los preceptos técnicos de la escuela de Barcelona, transición entre la arquitectura militar barroca y la neoclásica, y como parte de las reformas borbónicas a las defensas del Imperio Español. La obra se adapta a los progresos de la artillería y a las nuevas tácticas de sitio y asalto. Se amolda a los accidentes del terreno, pero también introduce innovaciones técnicas. Construye la luneta y su foso, ahonda el foso ya existente, termina de construir el hornabeque y sus baluartes, además de construir la plataforma alta, el través, y las demás baterías del frente de mar. Formó un solo fuerte uniendo todas las partes que antes estaban separadas y dejando una “fortaleza cerrada” con su perímetro totalmente amurallado. También construyó la batería exterior. En 1779 el visitador de fortificaciones, brigadier general Agustín Crame, propuso varias modificaciones y construcciones al fuerte, ninguna de las cuales se realizó. Después de esto ningún otro enemigo atacó al San Lorenzo.
En el patio hay una cisterna de considerable diámetro, que servía para recolectar agua de lluvia. En la parte más avanzada hacia el mar, existe una escalera de caracol, hecha de piedra, que conduce a un nivel inferior bajo la tierra, dentro de la torre que existe en la punta del acantilado, posiblemente la que construyó Bautista Antonelli. Esta escalera sirvió como posible comunicación, a través de la torre, a las baterías marinas inferiores en la base del barranco.
El edificio está fabricado en mampostería, aunque fue parcialmente excavado en la roca natural subyacente del acantilado. Se advierten también arcos de medio punto, así como vanos adintelados hechos de ladrillos. Las garitas son igualmente de este material.
San Lorenzo del Chagres no sólo sirvió de fortaleza, sino que después cumplió también funciones de prisión del Estado. En sus galerías subterráneas, que evocan todavía mazmorras coloniales, estuvo recluido Pedro José de Guzmán-Dávalos, Marqués de la Mina y Gobernador del Reino de Tierra Firme, quien junto con su esposa vivió en los oscuros calabozos de la fortaleza. En los fosos de esta prisión también fue confinado el peruano Francisco Antonio de Zela, prócer de la emancipación americana. 
A comienzos del presente siglo, aún era visible parte del equipo y accesorios del fuerte. En una visita realizada en 1908, el historiador Juan Bautista Sosa encontró restos de las cureñas de cañones, culebrinas y morteros, utensilios domésticos, cadenas y grilletas. Aún hoy se pueden ver los pesados cañones que lo defendían. 
La desidia del gobierno de Panamá, permitió que el fuerte quedara reducido a ruinas y perdiera gran parte de su estructura original.

## Legislación
En 1908 se promulga una Ley en la República de Pánamá sobre la conservación de monumentos históricos, y se incluyen los Castillos de San Lorenzo de Chagres, Portobelo (ciudad) y la Basílica de Natá.
En 1941 por la Ley 68 fue declarado Monumento Nacional. En 1995, fue renovado parcialmente de manera pobre y superficial por el ejército de los Estados Unidos.  Excavaciones realizadas en 1966 dejaron al descubierto un nuevo emplazamiento de cañones situados por el lado de tierra "y cuyo objeto era dominar la explanada que da frente a la glorieta del Fuerte y evitar así sorpresas por la espalda como sucedió en 1671".

## Turismo
En San Lorenzo, además de visitar el monumento histórico, el Fuerte, también se puede realizar otras actividades como: backPacking, observar aves, buceo y kayak. Para llegar a él es necesario pasar sobre las esclusas de Gatún y entrar en Fuerte Sherman, una ex base militar, rodeada por una espesa selva rica en diversidad de especies. Es un sitio ideal para la observación de aves.

## Galería

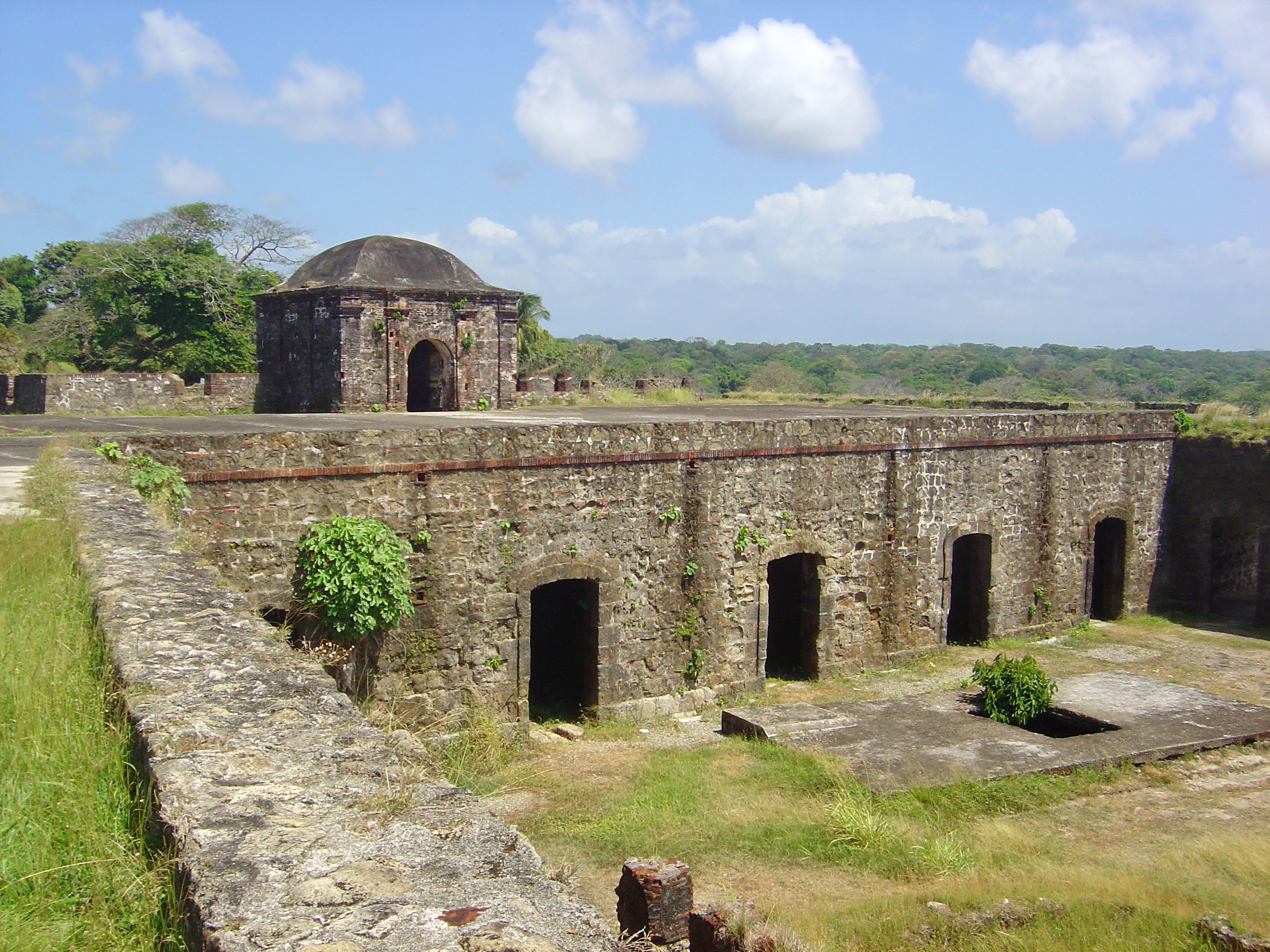
Vista del fuerte
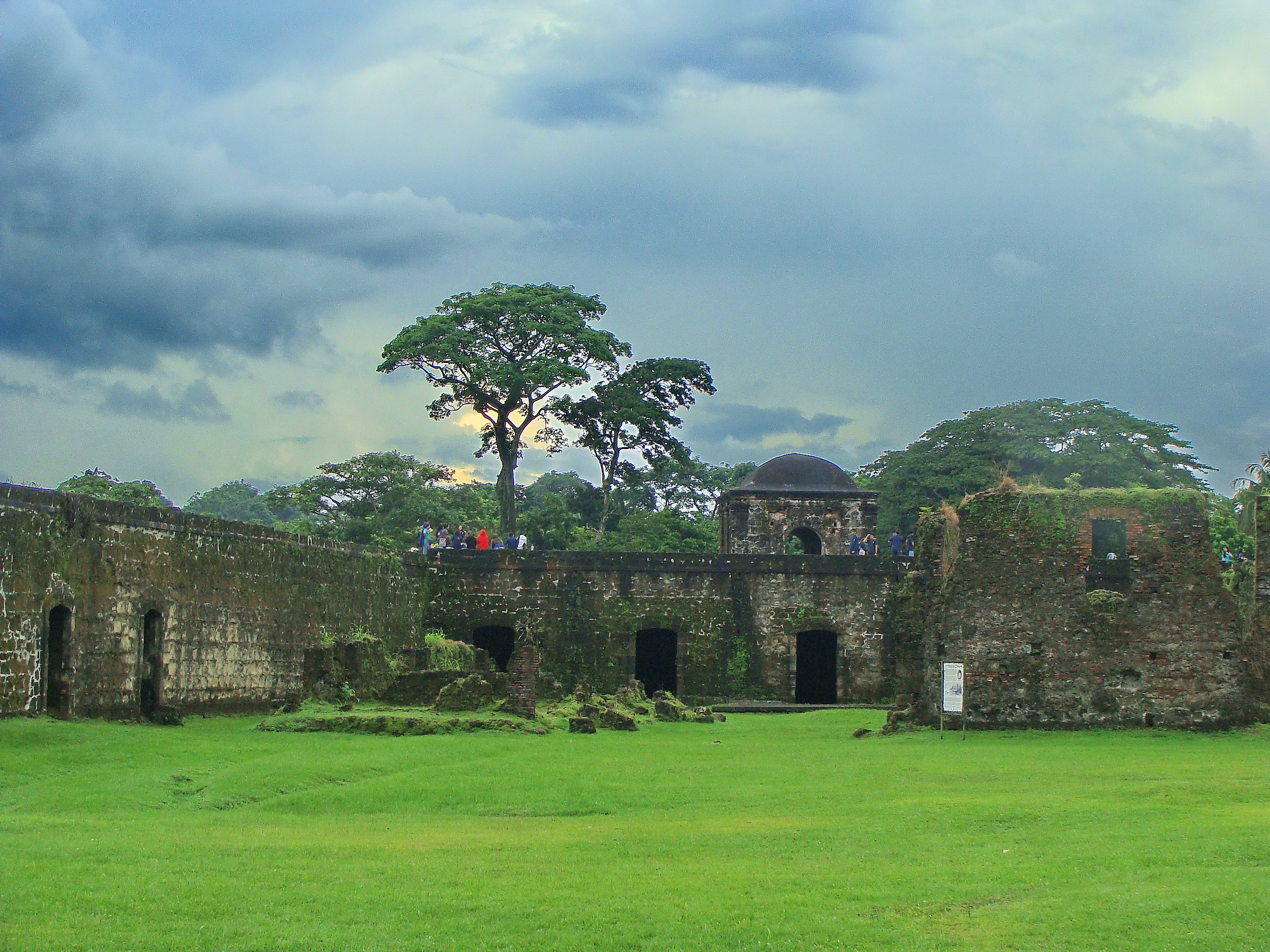
Parte baja del Fuerte
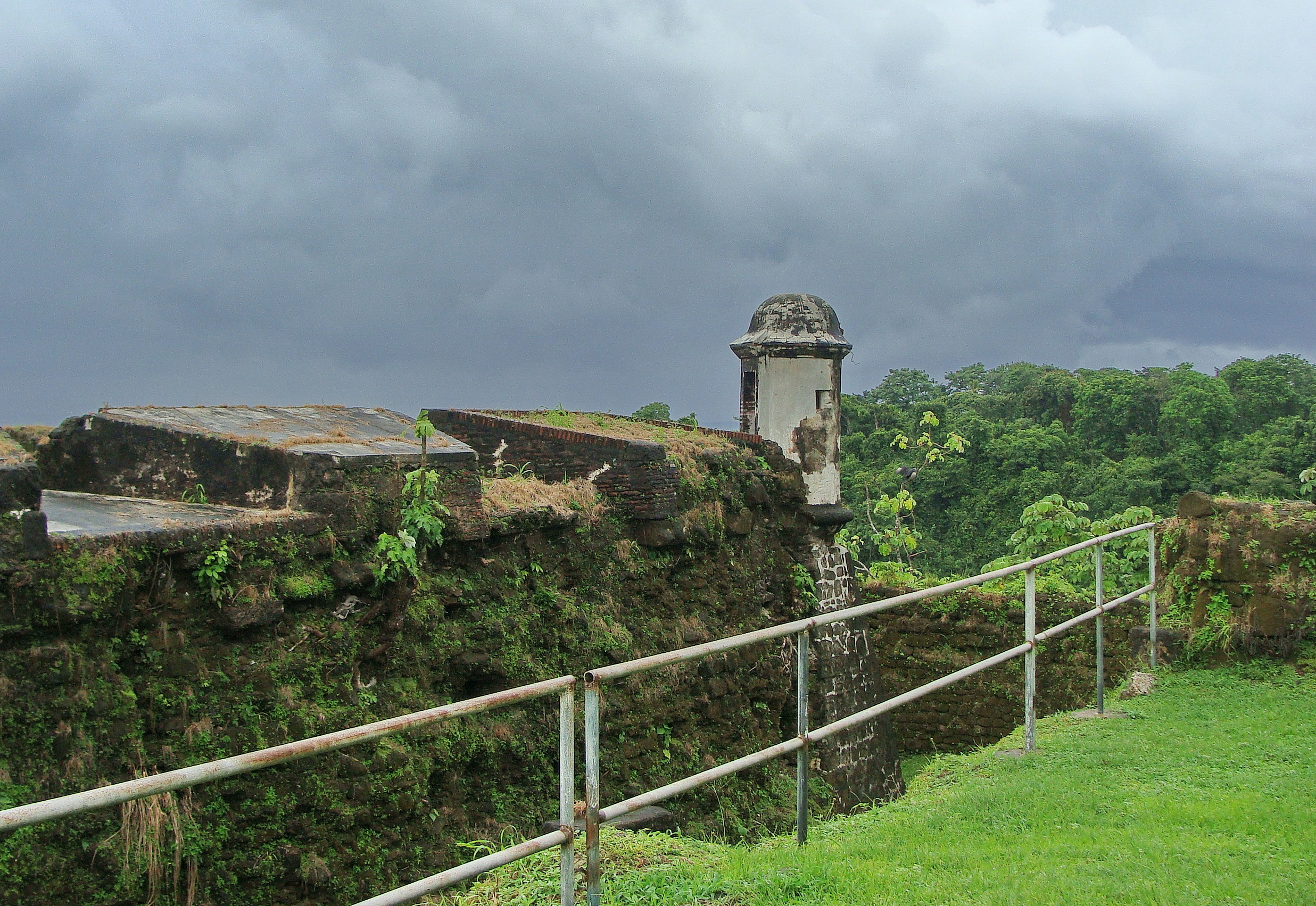
Parte lateral del Fuerte
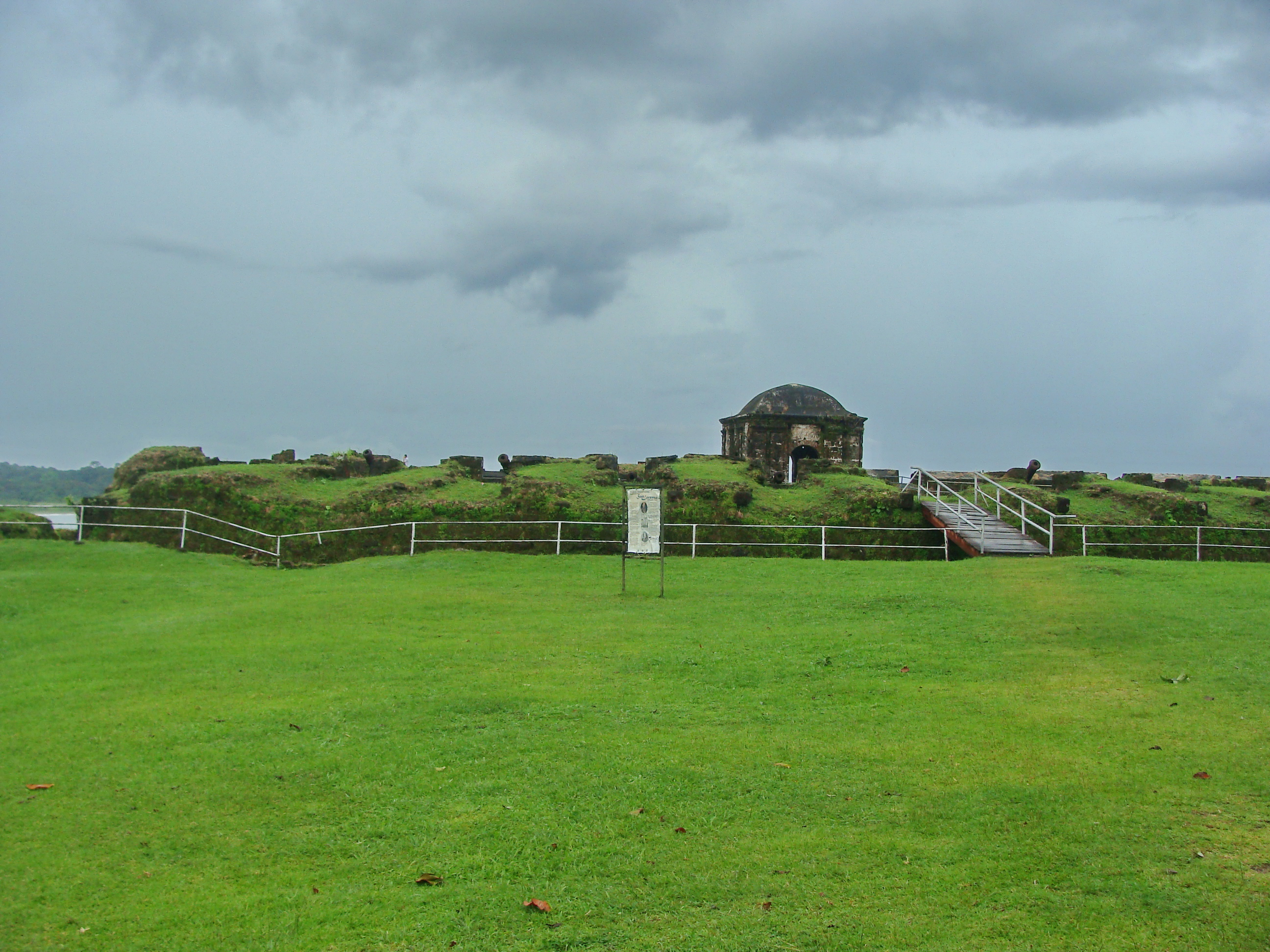
Entrada al Fuerte
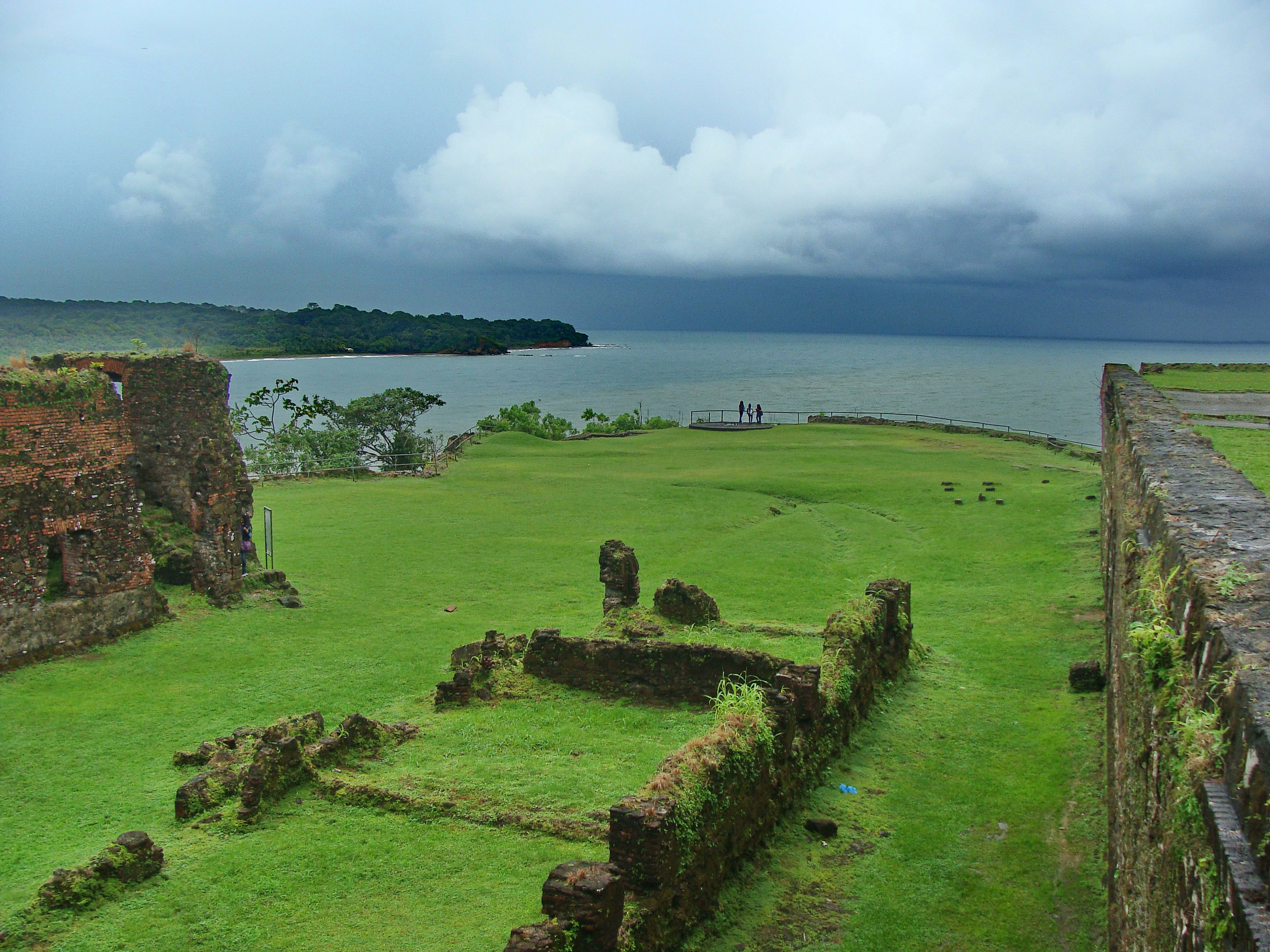
Desembocadura del Chagres desde el Fuerte
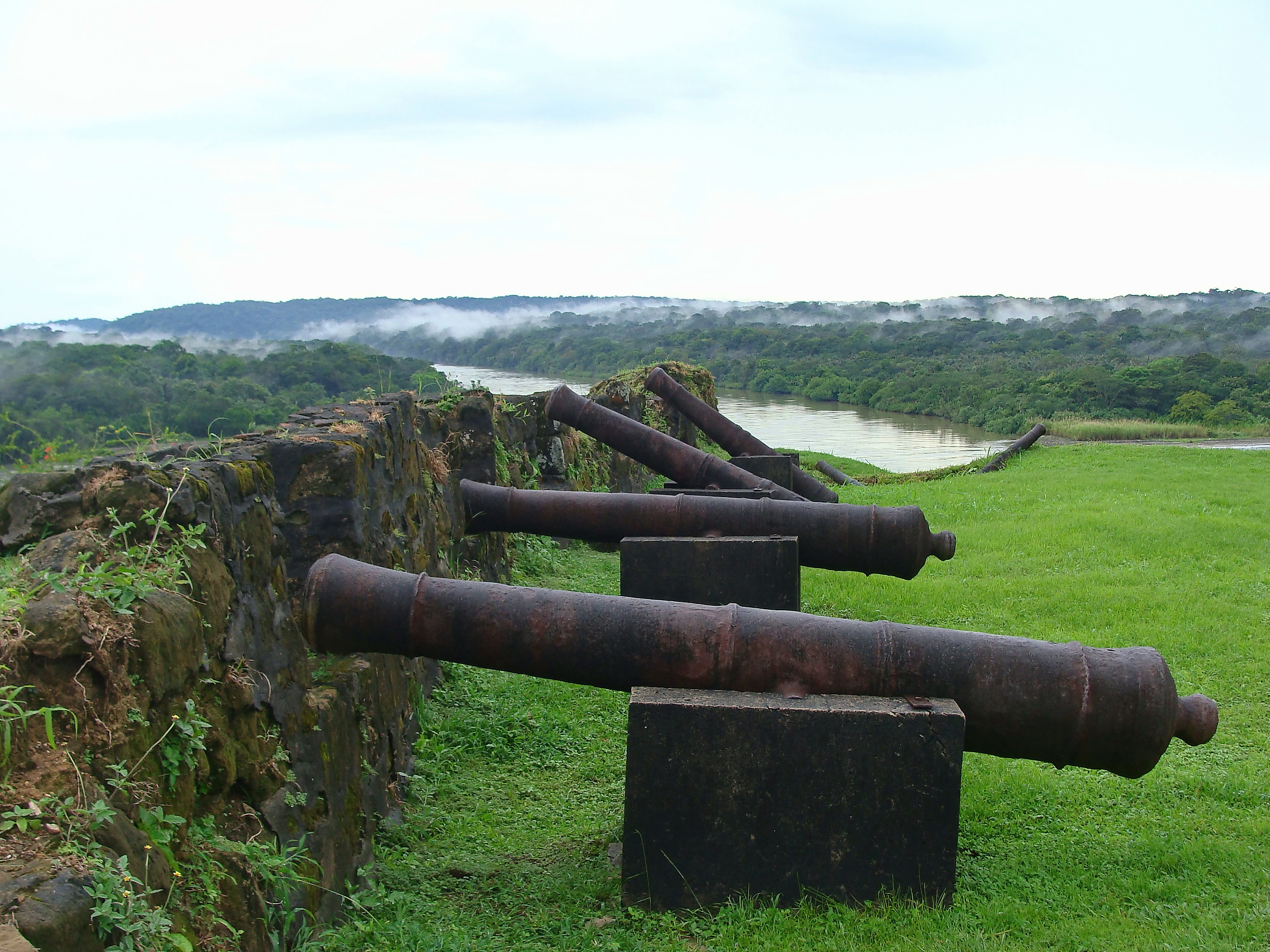
Cañones